# Hr.Ms. Tijgerhaai (1945)
De Hr.Ms. Tijgerhaai was een Nederlandse onderzeeboot van de Britse T-klasse. De Tijgerhaai en het zusterschip Zwaardvisch stonden in Nederlandse dienst bekend als de Zwaardvischklasse.
De Tijgerhaai was gebouwd als de Britse onderzeeboot Tarn door de scheepswerf Vickers Armstrong uit Barrow in Furness. Nog voordat het schip in dienst genomen werd door de Royal Navy werd het al overgedragen aan de Nederlandse marine. De Tijgerhaai kwam te laat in dienst om een rol te spelen tijdens de Tweede Wereldoorlog in Europa.
Op 5 augustus 1945 vertrok de Tijgerhaai richting Australië om daar deel te nemen in de oorlog tegen Japan. Ook daar kwam het schip te laat, want tien dagen na het vertrek gaf Japan zich over. De reis naar Australië werd wel doorgezet. Tijdens de Politionele acties controleerde de Tijgerhaai schepen op wapensmokkel.